# Поменићи
Поменићи су насељено мјесто у општини Вареш, Босна и Херцеговина.

## Становништво
|             | 2013.       | 1991.         |
| Укупно      | 41 (100,0%) | 169 (100,0%)  |
| Бошњаци     | 41 (100,0%) | 168 (99,41%)1 |
| Југословени | –           | 1 (0,592%)    |
| Срби        | –           | 0 (0,000%)    |
| Хрвати      | –           | 0 (0,000%)    |

1. 1 На пописима од 1971. до 1991. Бошњаци су пописивани углавном као Муслимани.